# Acanthoscelides fuscomaculatus
Acanthoscelides fuscomaculatus là một loài bọ cánh cứng trong họ Bruchidae. Loài này được Blair miêu tả khoa học năm 1928.